# Правительство СССР

Герб СССР использовался в качестве основного символа правительства СССР в 1923—1991 годах

Прави́тельство СССР (Прави́тельство Сою́за ССР; сове́тское прави́тельство) — обобщённое наименование центрального органа государственного управления общей управленческой компетенции Союза Советских Социалистических Республик.
В советское время при применении термина «Правительство СССР» в качестве официального наименования конкретного учреждения в его написании использовались заглавные буквы. Выражения «правительство», «советское правительство» и их производные в контексте Советского Союза применялись в прошлом и используются в настоящее время, как правило, неформально — зачастую, для обозначения всей совокупности органов государственной власти и управления СССР.
В разные годы правительство СССР носило следующие наименования:
- 30 декабря 1922 — 6 июля 1923 года — Совет народных комиссаров РСФСР[3];
- 6 июля 1923 — 15 марта 1946 — Совет народных комиссаров СССР;
- 15 марта 1946 — 14 января 1991 — Совет министров СССР;
- 14 января — 26 декабря 1991 — Кабинет министров СССР[4];
- 28 августа — 20 сентября 1991 — Комитет по оперативному управлению народным хозяйством СССР[5];
- 20 сентября — 14 ноября 1991 — Межреспубликанский экономический комитет СССР[4][6];
- 14 ноября — 26 декабря 1991 — Комитет по оперативному управлению народным хозяйством СССР[5].

## История термина
Слово «правительство» не встречается ни в Договоре об образовании СССР, ни в Конституции СССР 1924 года; однако словосочетание «Правительство Союза Советских Социалистических Республик» употреблялось уже в названиях официальных печатных органов Совнаркома СССР в течение всего времени их существования (с 1924 по 1946 год). Только с принятием Конституции СССР 1936 года, где Совет Народных Комиссаров СССР был назван «Правительством СССР», этот термин вошёл в официальное употребление. В Конституции 1977 года эта традиция сохранилась; в тексте основного закона страны наименования «Совет Министров СССР» и «Правительство СССР» использовались в качестве синонимов. Из Конституции СССР термин исчез 26 декабря 1990 года, однако практика его использования сохранилась. Так, в Законе СССР от 20 марта 1991 года № 2033-1 «О Кабинете Министров СССР» Кабинет Министров СССР именуется Правительством СССР.

## Подчинённость и статус
Правительство СССР образовывалось верховными органами государственной власти страны — ЦИК СССР (в период с 1923 по 1938 год), Верховным Советом СССР (с 1938 по 1991 год) — и было подотчётно непосредственно этим органам, а также Президенту СССР (в 1990—1991 годах).
В период с 1936 по 1990 год Правительство СССР обладало статусом высшего органа государственного управления Советского Союза.

## Глава правительства

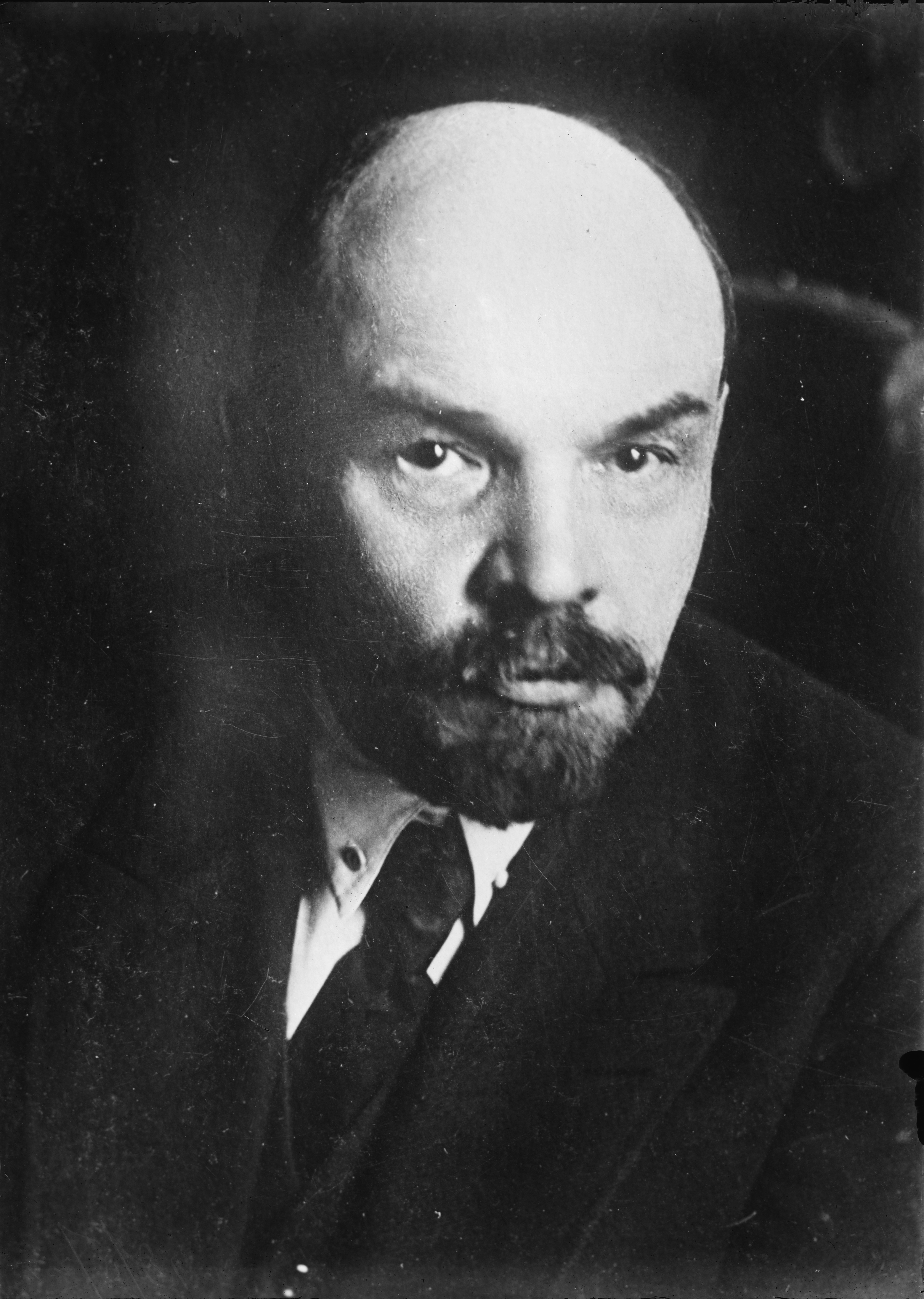
В. И. Ленин, первый глава правительства СССР

Должность главы правительства Советского Союза была в большой степени аналогична должности премьер-министра в других странах. В разные годы полномочия главы правительства СССР менялись, однако в целом лицо, занимавшее эту должность, осуществляло руководство деятельностью правительства СССР, подбор кадров для их включения в состав правительства и обладало правом принятия в неотложных случаях решений по отдельным вопросам государственного управления. Глава правительства не обладал правом самостоятельно назначать и отстранять от должности руководителей центральных органов государственного управления; это право принадлежало высшему органу законодательной власти.
Назначение главы советского правительства осуществлялось высшим органом государственной власти СССР — ЦИК СССР (в период с 1923 по 1938 год), а с 1938 по 1990 год — Верховным Советом СССР. Начиная с 1990 года правительство и его глава стали подчиняться непосредственно Президенту СССР, однако назначение главы правительства на должность требовало согласования с Верховным Советом СССР.

## Центральные органы государственного управления СССР
Центральные органы государственного управления СССР являлись ядром системы государственного управления Советского Союза. В систему центральных органов государственного управления СССР входили следующие учреждения:
- высший центральный орган общей управленческой компетенции (правительство СССР)
- центральные органы отраслевого и функционального управления (народные комиссариаты (1922—46), министерства (1946—91), государственные комитеты и государственные агентства)
- центральные ведомства правительства СССР

Правительство СССР формировалось из руководителей центральных органов отраслевого и функционального управления и руководителей некоторых ведомств правительства.
Ведомства правительства СССР
Правительство СССР обладало конституционным правом создавать, реорганизовывать и упразднять правительственные ведомства (бюро, инспекции, комиссии, комитеты, управления, агентства и проч.), необходимые для осуществления функций, возложенных на союзное правительство Конституцией СССР и другими законами страны. В состав правительства СССР входили руководители некоторых, наиболее важных с точки зрения государственного управления органов, подведомственных правительству — к примеру, руководители Комитета по делам высшей школы (1936—1946), Центрального статистического управления (1957—1991) и др.

## Официальные издания

Логотип газеты «Известия»

- Газета «Известия» — в разные годы существования правительства СССР выпускалась под разными наименованиями:
  - «Известия Всероссийского Центрального Исполнительного Комитета Советов Крестьянских, Рабочих, Солдатских и Казачьих Депутатов и Московского Совета Рабочих и Красноармейских Депутатов» (1918—1923)[7]
  - «Известия Центрального Исполнительного Комитета Союза ССР и Всероссийского Центрального Исполнительного Комитета Советов Рабочих, Крестьянских, Красноармейских и Казачьих Депутатов»[8] («Известия ЦИК и ВЦИК», 1923—1938)
  - «Известия Советов депутатов трудящихся СССР» (1938—1946)
- «Вестник ЦИК, СНК и СТО СССР» (1923—1924)
- «Собрание законов и распоряжений Рабоче-Крестьянского Правительства Союза ССР»[9] (1924—1937)
- «Собрание постановлений и распоряжений Правительства Союза ССР» (1938—1946)
- «Собрание постановлений и распоряжений Совета Министров Союза ССР» (1946—1949)
- «Собрание постановлений Правительства Союза ССР» (1957—1991)